# Besart Berisha
Besart Berisha, né le 29 juillet 1985 à Pristina, en Yougoslavie (aujourd'hui Kosovo), est un footballeur international kosovar. Il joue pour le Kosovo après avoir défendu les couleurs de l'Albanie.

## Palmarès
- Championnat d'Australie :  2012, 2014, 2015 et 2018
- Meilleur buteur de l'histoire de Brisbane Roar avec 50 buts
- Meilleur buteur de l'histoire de A-League avec 100 buts